# Неосталінізм

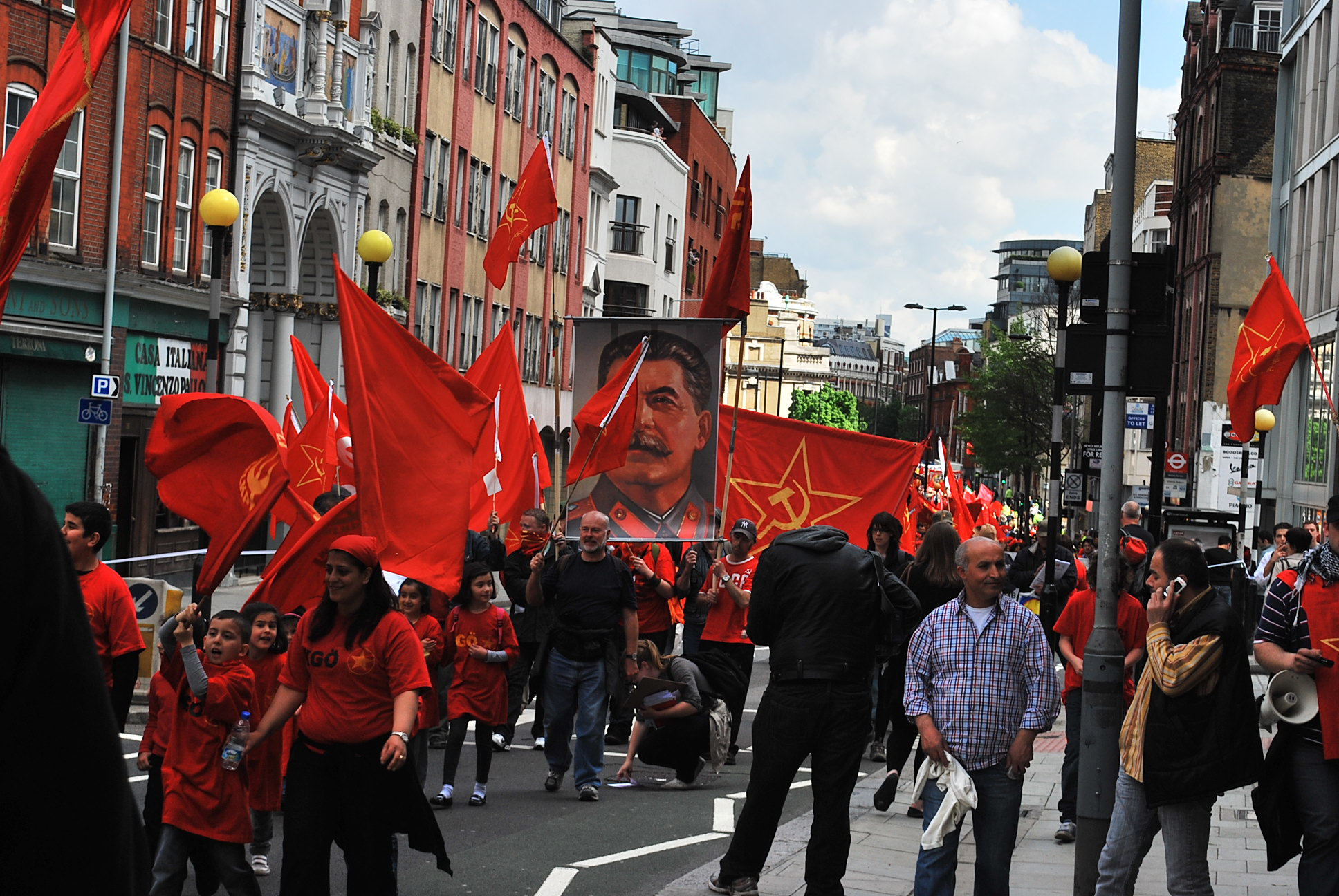
Лондон, 2010 рік, 1 травня

Неосталінізм — політологічний термін, яким характеризують сталінізм, пристосований до сучасних умов. Також часткова реанімація сталінської командно-адміністративної системи. 

## Термін
Позначає також спроби історичної реабілітації особистості Йосипа Сталіна і відновлення його політичного курсу. 

### Тлумачення і визнання
До теперішнього часу не склалося однозначного тлумачення цього терміна, так само як і визнання його в науковому середовищі. Проте, термін «неосталінізм» широко використовують публіцисти, політики, дослідники.